# 韋爾霍溫卡河
韋爾霍溫卡河（羅馬化：Verkhovynka）是烏克蘭的河流，位於該國西部捷爾諾波爾州，屬於塞雷特河的左支流，發源自姆沙內茨東北面，流經捷尔诺波尔区，河道全長10公里，流域面積18平方公里。